# 静岡県道38号掛川大東線
静岡県道38号掛川大東線（しずおかけんどう38ごう かけがわだいとうせん）は、静岡県掛川市を通る県道（主要地方道）である。

## 概要
旧掛川市と旧大東町等小笠南部の市街地を結ぶ道路であり、小笠山の東山麓を沿うように走る。

### 路線データ
- 起点： 静岡県掛川市仁藤町（仁藤交差点、静岡県道37号掛川浜岡線交点）
- 終点： 静岡県掛川市浜野（浜野東交差点、国道150号交点）

## 歴史
- 1993年（平成5年）5月11日 - 建設省から、県道掛川大東線が掛川大東線として主要地方道に指定される[1]。

## 路線状況
全線にわたって2車線と整備されているが、掛川市から旧大東町の間の丘陵地を通るため起伏が激しい箇所がある。かつては道が狭くすれ違いの出来ない隧道（青田隧道・檜坂隧道・岩井寺隧道）が多かったが、交通量の増大に対応するため、2車線の新トンネルや切通しが開削された。旧隧道は現在でも生活道・自転車通学道として利用されており、土木学会による「日本の近代土木遺産（改訂版） - 現存する重要な土木構造物2800選」に選定されている。
東海道新幹線掛川駅や東名高速道路掛川ICが開設されると交通量はさらに増大し、バイパス線「掛川高瀬線」が建設された。

### 重複区間
- 静岡県道37号掛川浜岡線（掛川市仁藤町・仁藤交差点 - 掛川市塩町・塩町南交差点）
- 静岡県道69号相良大須賀線（掛川市大坂・大東交番西交差点 - 掛川市大坂）

## 地理
掛川高瀬線は、新市合併の最重点事業・南北縦貫道の一部として位置付けられ、大東側は高瀬地内から分岐し、掛川側は静岡県道403号磐田掛川線の結縁寺ICおよび市道上張城西線に接続する。特に大東・大須賀方面と掛川西部方面を結ぶショートカットとなるが、掛川大東線よりも更に小笠山寄りを走るため、高低差が激しい。

### 通過する自治体
- 掛川市

### 交差する道路
- 静岡県道37号掛川浜岡線（掛川市仁藤町・仁藤交差点、起点）
- 静岡県道37号掛川浜岡線（掛川市塩町・塩町南交差点）
- 静岡県道403号磐田掛川線（掛川市上張・上張南交差点）
  - 東名高速道路 掛川インターチェンジ（市道を経由）
- 静岡県道386号小笠掛川線（掛川市上内田・上内田交差点）
- 静岡県道249号掛川大東大須賀線（掛川市子隣・子隣交差点）
- 静岡県道79号吉田大東線・静岡県道247号中方千浜線（掛川市小貫・小貫交差点）
- 静岡県道251号袋井小笠線（掛川市下土方）
- 静岡県道69号相良大須賀線（掛川市大坂・大東交番西交差点）
- 静岡県道69号相良大須賀線・静岡県道372号大東相良線（掛川市大坂）
- 国道150号（掛川市浜野・浜野東交差点、終点）